# Enver Hoxha
Enver Halil Hoxha (IPA /ɛnvɛɾ hɔʤa/; født 16. oktober 1908 i Gjirokastër, død 11. april 1985 i Tirana) var en albansk kommunistisk politiker. Han var formand i Albaniens ministerråd 1944-53, forsvarsminister 1944-53 og udenrigsminister 1946-53, men som generalsekretær i Albaniens Arbejdets Parti mellem 1943-85 fungerede han i praksis som statsleder fra slutningen af anden verdenskrig og frem til sin død. Hoxha havde samtidigt også poster som leder for massebevægelsen Den demokratiske front og var øverstkommanderende for landets væbnede styrker.
Under hans ledelse frigjorde Albanien sig for italiensk og tysk besættelse uden hjælp fra Den røde hær. Til trods for hans stalinistiske model i landet, og at han er blevet kritiseret for at isolere Albanien fra resten af Europa, så tilegnes han også æren for, at Den socialistiske folkerepublik Albanien blev udviklet fra en feudalistisk landbrugsstat til en socialistisk industristat. Under Hoxhas styre blev politiske modstandere og religiøse forfulgt, og ulovlig udrejse fra landet kunne straffes med døden. Mere end 600 oppositionspolitikere blev henrettet. Albanien blev verdens første ateistiske stat i 1967. Hoxha var meget mistroisk over for nabolandene, som han kaldte for revisionistiske kommuniststater, og han frygtede en invasion fra både Jugoslavien og Sovjetunionen. Frem til et brud med Kina i 1970erne havde Hoxha ført en maoistisk politik, efter bruddet gik mange andre partier med og erklærede sig for hoxhaistiske.

## Liv

### Tidligt liv
Enver Hoxha blev født i 1908; han stammede fra byen Gjirokastër i det sydlige Albanien (dengang en del af Det Osmanniske Rige), hans far, Halil Hoxka, var en muslimsk og tyrkisktalende landejer, som ifølge forskellige kilder enten var tøjhandler eller apoteker. Han boede i store perioder i udlandet, og rejste meget i Europa og USA. Enver Hoxhas mor, Gjylihan (Gjylo) Hoxha, var hjemmegående. Efternavnet Hoxha er en albansk variant af den muslimske ærestitel hodja, som blev tildelt hans forfædre for deres indsats i at sprede den islamiske tro i landet.
Hoxhas største indflydelse i barndommen var hans onkel, Hysen Hoxha, som var en militant forkæmper for frigørelsen af Albanien fra det Osmanniske rige. Albanien fik sin uafhængighed, da Hoxha var fire år gammel, efter den første Balkankrig. Hoxha fuldførte sin grund- og ungdomsskole i hjembyen, og da han var 16 år gammel blev han medlem og sekretær for studenterrådet i Gjirokastër. Studenterrådet havde en gennemgående oprørsk demokratisk ånd, og Hoxha ledede protesterne imod regeringen, som havde fået rådet nedlagt et år efter, at Hoxha kom med i det.
Efter dette forlod Hoxha hjembyen til fordel for Korçë, hvor han fortsatte sine studier i fransk sprog og historie. Det antages, at han tilegnede sig mange af sine politiske anskuelser i denne periode, og skal have været fascineret af den franske og russiske revolution. Han afsluttede sin studieforberedende uddannelse i 1930 og modtog et statsstipendium til at studere ved universitetet i Montpellier i Frankrig, hvor han studerede naturvidenskab og deltog på møder arrangeret af Parti communiste français. I mangel på interesse for biologi afsluttede han sine studier efter et år og flyttede til Paris, hvor han ønskede at fortsætte med at studere retsvidenskab eller filosofi. Han studerede en tid filosofi ved Sorbonne og fik samtidig undervisning i retsvidenskab af landsmanden Llazar Fundo, men fuldførte heller ikke disse uddannelser. I løbet af sin tid i den franske hovedstad skrev han flere artikler for den kommunistiske avis L'Humanité om situationen i Albanien. Artiklerne blev senere en af årsagerne til, at han ikke modtog flere stipendier efter november 1933.
Han flyttede i 1934 til Belgien, hvor han arbejdede for den albanske legation i to år, dvs. for Kong Zogs udenrigstjeneste. Mens han var i Belgien, studerede han også retsvidenskab, men da hans kommunistiske synspunkter slap ud, blev han tvunget til at afslutte studierne. Han vendte derfor i 1936 tilbage til Albanien, først til hjembyen, men efter et kort ophold her tog han igen til Korça og fik arbejde som lærer på det franske gymnasium, hvor han tidligere selv havde studeret. Under sin studietid havde han både talt fransk, italiensk, engelsk og tysk; senere i hans liv blev Hoxha kaldt "den decideret mest sprogstærke statsleder i Østeuropa".

### Partisan og anden verdenskrig
Efter Italien invaderede Albanien den 7. april 1939 og kong Zogu forlod landet og gik i eksil, blev alle arbejdere tvunget til at melde sig ind i det nyoprettede albanske fascist parti (albansk: Partia Fashiste e Shqipërisë, PFSh). Hoxha nægtede at melde sig ind, og han blev derfor afskediget fra sin lærerstilling. Han flyttede til Tirana og åbnede en tobaksforretning. Herfra drev han også en kommunistisk undergrundsbevægelse. Da hans aktiviteter blev opdaget i 1941, blev butikken brændt ned, og Hoxha måtte flygte.
I november 1941 modtog han hjælp fra de jugoslaviske partisaner, og var med til at danne Albaniens kommunistiske parti, Albaniens Arbejderparti, som i 1948 ændrede navn til Arbejdets parti (Partia e Punës e Shqipërisë, PPSh). Hoxha blev valgt til medlem af den syv mand store centralkomité. I juli 1942 blev «Melding til den albanske bondestand» skrevet af Hoxha og udgivet i kommunistpartiets navn. Hensigten var at samle støtte til modstandskamp imod den italienske besættelsesmagt. Bønderne blev opfordret til at holde deres korn tilbage samt nægte at betale skatter og afgifter til besættelsesmagten. Man startede arbejdet med at opbygge en modstandsstyrke, og i september samme år etablerede man Den nationale befrielseshær, som skulle samle alle albanske antifascister.
Under kommunistpartiets første kongres i marts 1943 blev Hoxha betroet posten som partiets generalsekretær, som han beholdt frem til sin død. Sovjetunionens rolle i Albanien var ubetydelig, og Albanien blev derfor krigens eneste besatte land, der ikke blev befriet af en stormagt, hvilket var afgørende for dets fremtidige uafhængighed. Den 10. juli 1943 blev de albanske partisaner organiseret i kompagnier, bataljoner og brigader under navnet Albaniens nationale befrielseshær. Organisationen modtog militær støtte fra den hemmelige britiske militære efterretningstjeneste SOE. Kommunikationen mellem partisanerne i Jugoslavien og Albanien var dårlig, og det var også slemt med kommunikationen inden for Albaniens grænser. I august 1943 blev man enige om en større konsolidering af modstandsstyrken, og aftalen indbefattede også de storalbanske områder som Kosovo i Jugoslavien og dele af Grækenland. Dette vakte reaktioner fra blandt andet jugoslaverne, og albanske antikommunister og nationalister viste deres utilfredshed, da formuleringen blev ændret til kun at gælde Albanien. Kommunisterne benyttede anledningen til at overtage styringen over modstandsbevægelsen i landet.

## Statsleder
I efteråret 1943 arrangerede man også en national kongres i Përmet, hvor man krævede «et nyt demokratisk Albanien for folket». Kong Zog blev nægtet at besøge Albanien, hvilket styrkede kommunisternes position yderligere. Den antifascistiske komité for national befrielse blev etableret med Hoxha som formand. Den 22. oktober erklærede komiteen sig for Albaniens legitime lovlige regering efter et møde i Berat, og Hoxha blev midlertidig formand for Albaniens ministerråd (statsminister).
Den 29. november 1944 blev Albanien befriet fra fremmed besættelse, og befrielseshæren tog magten i landet. Efter at de tyske styrker forlod Albanien, støttede Hoxha og flere albanske partisaner deres jugoslaviske medfæller i kampen mod tyskerne i Jugoslavien, og bidrog der sammen med Den røde armé til at presse de sidste tyske styrker ud. I august 1945 blev Den nationale befrielseshær omdannet til massebevægelsen Den demokratiske Front. Der blev afholdt valg den 2. december, og fronten var den eneste lovlige politiske organisation, som stillede op til valget. Myndighederne rapporterede at 93% af albanerne stemte på fronten. Den 11. januar 1946 blev kong Zog officielt afsat, og Folkerepublikken Albanien blev proklameret. Som generalsekretær i kommunistpartiet var Hoxha nu de facto statsleder.

### Tidlige lederskab
| Citat       | The sacrifices of our people were very great. Out of a population of one million, 28,000 were killed, 12,600 wounded, 10,000 were made political prisoners in Italy and Germany, and 35,000 made to do forced labour, of ground; all the communications, all the ports, mines and electric power installations were destroyed, our agriculture and livestock were plundered, and our entire national economy was wrecked. | Citat |
| Enver Hoxha | |       |

Hoxha erklærede sig som marxist-leninist og en stærk beundrer af den sovjetiske statsleder Josef Stalin. I perioden 1945-1950 vedtog den albanske regering en politik, der havde til formål at konsolidere magtforholdene i landet. En landbrugsreform blev vedtaget i august 1945. Den konfiskerede jord fra de store jordbesiddere og godsejere og gav uden kompensation jorden til bønderne. 52% af al jord var ejet af større jordbesiddere, før reformen blev vedtaget, og dette faldt til 16% efter reformen. Analfabetisme var på omkring 90-95% i landdistrikterne i 1939, den gik ned til 30% inden 1950 og i 1985 var den på det samme niveau samme som i et vestligt land.
Det statslige universitet i Tirana blev etableret i 1957, det var det første af sin art i Albanien. Middelalderlig Gjakmarrja (blodhævn) blev forbudt. De mest udbredte sygdomme som malaria og syfilis blev bekæmpet ved store fremskridt inden for udviklingen af sundhedspleje, brugen af DDT, og gennem dræning af sumpområder. I 1985 var der ikke i de sidste tyve år blevet registreret et eneste tilfælde af malaria i landet; tidligere havde landet haft det største antal smittede patienter i Europa. Samtidigt var ikke et eneste tilfælde af syfilis blevet registreret i 30 år.
I 1949 begyndte amerikanske og britiske efterretningstjenester at arbejde sammen med kong Zog og hvervede mænd i hans personlige vagtkorps. De rekrutterede albanske flygtninge og emigranter fra Egypten, Italien og Grækenland til en guerillahær, trænede dem på Cypern, Malta og i Forbundsrepublikken Tyskland (Vesttyskland), og infiltrerede dem tilbage ind i Albanien. Guerillaens enheder optrådte i Albanien i 1950 og 1952, men de blev hurtigt dræbt eller taget til fange af albanske sikkerhedsstyrker. Kim Philby, en sovjetisk dobbeltagent, der arbejdede som forbindelsesofficer mellem den britiske efterretningstjeneste og USAs Central Intelligence Agency, havde lækket oplysninger om infiltrationen til Moskva.

### Skiftende politisk kurs
Hoxha – og det kommunistiske parti – skiftede flere gange politisk retning. Til at begynde med samarbejdede man med det jugoslaviske kommunistparti og modtog økonomisk støtte fra Jugoslavien, men i forbindelse med Stalins opgør med Tito i 1948 brød man med jugoslaverne og udrensede de albanske kommunister, der var mest Jugoslaviensorienterede, således Koçi Xoxe. 
Senere fulgte en periode hvor man samarbejdede med Sovjetunionen og fik økonomisk og militær støtte derfra, men da Nikita Khrusjtjov i midten af 1950'erne begyndte en udsoning med Tito, førte det til det næste brud omkring 1960 og til udrensning af flere Moskva-orienterede albanske kommunister. 
Herefter fulgte en periode frem til omkring 1978, hvor man samarbejdede med Kina og fik økonomisk og militær støtte derfra. 
Kinas åbning mod Richard Nixons USA gav anledning til endnu et brud; herefter stod Albanien politisk isoleret og fremstod som den sidste renlivede stalinistiske stat. Landet fik i stigende grad økonomiske problemer, både med hensyn til udenrigshandelen og med hensyn til investeringer i landbrug og industri. Man forsøgte en politik med at stole på egne kræfter, hvilket ikke lod sig gøre pga. det rigide samfundssystem. Albanien blev både politisk og kulturelt isoleret og ind- og udrejse af Albanien var stærkt begrænset og under streng statslig kontrol.

### Uenigheden med Mehmet Shehu
Omkring 1980-1981 opstod der uenighed om den politiske linje, hvilket førte til at premierministeren, Mehmet Shehu, enten blev myrdet eller – som det officielt blev erklæret – begik selvmord. Enver Hoxha beskyldte ham bagefter for at have været hemmelig agent for en række udenlandske stater.
Ismail Kadaré har omkring årsskiftet 2005-2006 udgivet en roman på det engelsk-amerikanske marked om forholdet mellem Enver Hoxha og Mehmet Shehu. Dansk udgave – Efterfølgeren – er udgivet i 2006.

## Udviklingen af det albanske samfund
Da kommunisterne greb magten, var Albanien et forholdsvis tilbagestående landbrugssamfund. I Hoxha-perioden skete der en vis industrialisering samt tvangskollektivisering af landbruget efter sovjetisk forbillede.

## Hoxhas sidste år
I sine sidste år led Hoxha af diabetes og af forskellige følgesygdomme. 
Enver Hoxha var gift med Nexhmije Hoxha, født Xhuglini, og efterlod sig en datter, Pranvera Hoxha, og to sønner. Pranvera Hoxha er arkitekt og forestod efter faderens død bygningen af Pyramiden på et centralt sted ved Lana-floden i Tirana. Enver Hoxha blev bisat her, men hans kiste blev i 1992 ført til den almindelige begravelsesplads i udkanten af Tirana, og bygningen omdannet til udstillingsformål. Forskellige medievirksomheder har også til huse i bygningen.
Hoxhas fødehjem i Gjirokastra har været museum. En bombe eksploderede i huset i december 1997 og anrettede en del ødelæggelse. Hoxha byggede over en halv million bunkers i tilfælde af krig.

## Bøger af Enver Hoxha
- Yugoslav 'Self-Administration' – a Capitalist Theory and Practice, 1978
- With Stalin. Memoirs, 1979
- Reflections on China. Extracts from the Political Diary 1962-1977, 1979
- Imperialism and the Revolution, 1979
- The Krushchevites. Memoirs, 1980
- Eurocommunism is anti-communism, 1980
- The Titoites. Historical notes, 1982. Uddrag om Mehmet Shehu Arkiveret 27. september 2007 hos  Wayback Machine
- Laying the foundations of the new Albania, 1984

Nogle af bøgerne findes i dansk oversættelse.